# Be the One (canción de Dua Lipa)
«Be the One» es una canción de la cantante albanobritánica Dua Lipa. Fue escrita por Lucy Taylor y Digital Farm Animals, y producida por este último, con la producción vocal de Jack Tarrant. Se lanzó el 30 de octubre de 2015 como el segundo sencillo de su álbum debut homónimo.
El sencillo alcanzó el éxito en las listas de Europa continental y de Australia. Después de ser enviado a las estaciones de radio hit contemporáneas en el Reino Unido el 30 de diciembre de 2016, «Be the One» entró por primera vez a la UK Singles Chart, alcanzando el número 9 en el Dance Club Songs de Estados Unidos.

## Antecedentes y composición
«Be the One» es una canción synth pop compuesta en 4/4 tiempos con una duración de tres minutos y veintidós segundos, y escrita en sol menor con un tempo de 87 pulsaciones por minuto. La voz abarca desde F 3 hasta D 5.
En una entrevista con la revista Nylon, Lipa declaró que la canción trata sobre «autoconfianza, perseverancia y luchar por lo que quieres [...] En este caso, se trata de una relación, pero realmente, esta es una actitud que trato de traer dentro de todo en mi vida».

## Videos musicales
El primer video musical de «Be the One» fue dirigido por Nicole Nodland y filmado en las calles de Soho, Londres. Se estrenó el 29 de octubre de 2015. Muestra a la cantante vestida con abrigos de piel mientras deambula por diferentes lugares escénicos en Londres. Ha recibido más de 624 millones de visitas en YouTube.
Un segundo vídeo musical se publicó el 5 de diciembre de 2016 en Vevo. Fue dirigido por Daniel Kaufman y cuenta con la participación del actor estadounidense Ansel Elgort. El videoclip comienza con una acalorada discusión de pareja en una habitación de hotel nebulosa e iluminada de neón. La trágica historia de amor se convierte rápidamente en una aventura de ciencia ficción cuando Lipa escapa de Elgort con un poco de ayuda desde arriba en forma de un automóvil Lexus IS 2017 informal cubierto con 41.999 luces led programables. Cuenta con más de 50 millones de reproducciones en YouTube.

## Listas de canciones
Descarga digital

| N.º | Título       | Duración |  |
| 1.  | «Be the One» | 3:22     |  |

Descarga digital austriaca, alemana y suiza — EP

| N.º | Título                            | Duración |  |
| 1.  | «Be the One»                      | 3:23     |  |
| 2.  | «New Love»                        | 3:59     |  |
| 3.  | «Last Dance»                      | 3:49     |  |
| 4.  | «Be the One» (With You Remix)     | 5:45     |  |
| 5.  | «Be the One» (Max + Johann Remix) | 4:06     |  |
| 6.  | «Be the One» (music video)        | 3:25     |  |
| 7.  | «Last Dance» (music video)        | 3:48     |  |

Descarga digital — remixes EP

| N.º | Título                              | Duración |  |
| 1.  | «Be the One» (Shy Luv Remix)        | 3:28     |  |
| 2.  | «Be the One» (Dillistone Remix)     | 3:47     |  |
| 3.  | «Be the One» (Paul Woolford Remix)  | 6:21     |  |
| 4.  | «Be the One» (Take a Daytrip Remix) | 4:08     |  |
| 5.  | «Be the One» (Ten Ven Remix)        | 5:24     |  |
| 6.  | «Be the One» (With You Remix)       | 5:45     |  |

Sencillo CD (Alemania)

| N.º | Título       | Duración |  |
| 1.  | «Be the One» | 3:23     |  |
| 2.  | «Last Dance» | 3:49     |  |

## Personal
Créditos adaptados de las notas del álbum Dua Lipa.
Grabación
- Grabada en Warner /ATV Recording Studios
- Voz grabada en TaP Studio / Strongroom 7, Londres
- Mezclada en MixStar Studios, Virginia Beach, Virginia
- Masterizada en Metropolis Mastering, Londres

Personal
- Dua Lipa – voz principal, coro
- Digital Farm Animals – producción
- Serban Ghenea – mezcla
- John Hanes – diseñado de mezcla
- Lucy Taylor – coro
- Jack Tarrant – producción vocal, guitarra
- Evelyn Yard – grabación
- John Davis – masterización

## Posicionamiento en listas
| Listas (2016–17)                       | Mejor posición |
| -------------------------------------- | -------------- |
| Alemania (Media Control AG)            | 11             |
| Argentina (Monitor Latino)             | 5              |
| Australia (ARIA)                       | 6              |
| Austria (Ö3 Austria Top 40)            | 7              |
| Bélgica (Flandes) (Ultratop 50)        | 1              |
| Bélgica (Valonia) (Ultratop 50)        | 42             |
| Escocia (Scottish Singles Sales Chart) | 4              |
| Eslovaquia (Rádio Top 100)             | 1              |
| Eslovaquia (IFPI)                      | 35             |
| Eslovenia (SloTop50)                   | 2              |
| España (Top 100 Canciones)             | 20             |
| Estados Unidos (Dance Club Songs)      | 1              |
| Estados Unidos (Mainstream Top 40)     | 40             |
| Europa (Billboard)                     | 7              |
| Finlandia (Suomen virallinen lista)    | 55             |
| Francia (SNEP)                         | 42             |
| Grecia (Billboard)                     | 9              |
| Hungría (Rádiós Top 40)                | 5              |
| Hungría (Single Top 40)                | 3              |
| Irlanda (IRMA)                         | 25             |
| Italia (FIMI)                          | 28             |
| Luxemburgo (Billboard)                 | 8              |
| México (Billboard)                     | 13             |
| Nueva Zelanda (Recorded Music NZ)      | 20             |
| Países Bajos (Dutch Top 40)            | 5              |
| Países Bajos (Mega Single Top 100)     | 11             |
| Polonia (Polish Airplay Top 100)       | 1              |
| Polonia (Polish TV Airplay Chart)      | 1              |
| Portugal (AFP)                         | 70             |
| Reino Unido (UK Singles Chart)         | 9              |
| República Checa (Rádio Top 100)        | 12             |
| República Checa (IFPI)                 | 50             |
| Rumania (Airplay 100)                  | 13             |
| Suecia (Sverigetopplistan)             | 100            |
| Suiza (Schweizer Hitparade)            | 11             |

| Listas (2016)                     | Posición |
| --------------------------------- | -------- |
| Alemania (Official German Charts) | 72       |
| Australia (ARIA)                  | 52       |
| Austria (Ö3 Austria Top 40)       | 53       |
| Bélgica (Ultratop 50 Flanders)    | 10       |
| Eslovenia (SloTop50)              | 15       |
| Hungría (Rádiós Top 40)           | 12       |
| Hungría (Single Top 40)           | 18       |
| Italia (FIMI)                     | 80       |
| Países Bajos (Dutch Top 40)       | 27       |
| Países Bajos (Single Top 100)     | 50       |
| Polonia (ZPAV)                    | 2        |
| Suiza (Schweizer Hitparade)       | 51       |

| Listas (2017)                     | Posición |
| --------------------------------- | -------- |
| Estados Unidos (Dance Club Songs) | 2        |
| Reino Unido (UK Singles Chart)    | 50       |

## Certificaciones
| Región                     | Certificación | Unidades/ventas certificadas | Ref.   |
| -------------------------- | ------------- | ---------------------------- | ------ |
| Alemania (BVMI)            | Oro           | 200.000x                     | [ 68 ] |
| Australia (ARIA)           | 2x Platino    | 140.000x                     | [ 69 ] |
| Bélgica (BEA)              | Platino       | 30.000*                      | [ 70 ] |
| Canadá (Music Canada)      | Oro           | 40.000x                      | [ 71 ] |
| Dinamarca (IFPI Dinamarca) | Oro           | 45.000^                      | [ 72 ] |
| Italia (FIMI)              | 2x Platino    | 100.000x                     | [ 73 ] |
| Nueva Zelanda (RIANZ)      | Oro           | 7.500*                       | [ 74 ] |
| Países Bajos (NVPI)        | 2x Platino    | 60.000^                      | [ 75 ] |
| Polonia (ZPAV)             | 2x Platino    | 40.000*                      | [ 76 ] |
| Reino Unido (BPI)          | Platino       | 600.000x                     | [ 77 ] |

## Historial de lanzamientos
| País           | Fecha                   | Formato                       | Discográfica     | Ref.   |
| -------------- | ----------------------- | ----------------------------- | ---------------- | ------ |
| Varios         | 30 de octubre de 2015   | Descarga digital              | Dua Lipa Limited | [ 11 ] |
| Varios         | 29 de enero de 2016     | Descarga digital – remixes EP | Dua Lipa Limited | [ 15 ] |
| Austria        | 19 de febrero de 2016   | Descarga digital – EP         | Vertigo, Capitol | [ 12 ] |
| Alemania       | 19 de febrero de 2016   | Descarga digital – EP         | Vertigo, Capitol | [ 13 ] |
| Suiza          | 19 de febrero de 2016   | Descarga digital – EP         | Vertigo, Capitol | [ 14 ] |
| Alemania       | 11 de marzo de 2016     | Sencillo CD                   | Vertigo          | [ 16 ] |
| Reino Unido    | 30 de diciembre de 2016 | Radio hit contemporánea       | Dua Lipa Limited | [ 78 ] |
| Estados Unidos | 21 de marzo de 2017     | Radio hit contemporánea       | Warner Bros.     | [ 79 ] |